# 汉斯·冯·彪罗
（1830年1月8日—1894年2月12日），德国指挥家，钢琴家和作曲家。
作为19世纪最杰出的指挥家之一，他的活动对确立当时几位重要作曲家的成功至关重要，尤其是理查德·瓦格纳和约翰内斯·勃拉姆斯。自19世紀以來，隨著聽眾基礎逐漸擴大，加上演奏技術的成熟與複雜化，音樂的詮釋逐漸成為一門專業，彪罗是最早的專門演奏他人作品的音樂家之一。彪罗以对路德维希·范·贝多芬作品的诠释而著称，是最早到美国巡演的欧洲音乐家之一。

## 生平
彪罗生於德累斯顿，是著名的彪罗家族的一员，其父亲卡尔·爱德华·冯·比洛是一位小说家，母亲弗兰齐斯卡·斯托尔（Franziska Stoll，1806–1888）是银行家克里斯蒂安·戈特洛布·弗雷格妻子的妹妹。九岁起师从弗里德里希·维克（克拉拉·舒曼的父亲）。然而，他的父母坚持让他放弃音乐攻读法律，并把他送到了莱比锡。在那里，他遇到了弗朗茨·李斯特，然后在听到理查德·瓦格纳的一些音乐——特别是 1850 年《罗恩格林》的首演后，他决定不顾父母的要求，转而从事音乐。他在莱比锡随著名教育家路易斯·普莱迪学习钢琴。在瓦格纳的推荐下，他于1850年在苏黎世获得了第一份指挥工作。
彪罗性格尖酸刻薄，又口齿不清，这让许多与他合作的音乐家和他疏远。由此，他在苏黎世的工作被解职，但与此同时，他也开始赢得声誉，因为他能够在不带谱的情况下指挥新的复杂作品。1851年，他成为李斯特的学生，并于1857年与其女儿科西玛结婚。在1850年代和1860年代初期，他同时以钢琴家、指挥家和作曲家的身份活跃，并在整个德国和俄罗斯广为人知。1857年，他在柏林首演了李斯特的B小调钢琴奏鸣曲。彪罗和卡尔·陶西格可能是弗朗茨·李斯特的最著名的早期学生。
1864年，他开始在慕尼黑的宫廷管弦乐团担任指挥，正是在这个职位上，他获得了重要的声誉。他分别于1865年和1868年，指挥了瓦格纳的歌剧《特里斯坦与伊索尔德》和《纽伦堡的名歌手》的首演，都大获成功。也是这段时期，瓦格纳与彪罗之妻科西玛的婚外情导致瓦格纳与彪罗关系破裂。
1867年至1869年，彪罗任慕尼黑重新开放的慕尼黑音乐学院的院长，该学院根据瓦格纳的建议进行了重组。他在那里以李斯特的方式教授钢琴。在柏林，他还教授过约瑟夫·帕奇和阿斯格尔·哈梅里克。
除了拥护瓦格纳的音乐，彪罗还是勃拉姆斯和柴可夫斯基音乐的支持者。1875年，他在波士顿作为钢琴家首演了柴可夫斯基的第一钢琴协奏曲。他也是肖邦音乐的忠实拥护者，他为肖邦的所有前奏曲（作品28）想过绰号，但通常不被采用；但其中的降D大调第15号前奏曲因他取的标题“雨滴”而广为人知。
他是第一个背谱演奏全套贝多芬钢琴奏鸣曲的钢琴家，并与西格蒙德·莱伯特共同制作了一个奏鸣曲的版本。
1877-1878年的冬乐季，彪罗被任命为格拉斯哥合唱团在格拉斯哥新开张的圣安德鲁音乐厅举办的预定音乐会，指挥，之后还与他们的乐团在苏格兰其他城市以同样的曲目巡回演出。在那里他指挥的作品中有新修订的勃拉姆斯第一交响曲。
1878年至1880年，他在汉诺威担任宫廷乐团的乐长。但在与演唱《罗恩格林》的天鹅骑士（Schwan）的男高音打架后被迫离开；彪罗之前把他称作“猪骑士”（Schwein）。1880年至1885年，他前往迈宁根担任宫廷乐团乐长，并将迈宁根宫廷乐团打造成了德国最好的管弦乐团之一。他还另外要求乐手们背谱演奏。
在迈宁根的五年里，他遇到了理查德·施特劳斯（尽管实际上是在柏林进行的会面）。他对这位年轻作曲家的第一印象并不好，但当他看到施特劳斯的《小夜曲》节选时改变了主意。后来，他利用自己的影响力让施特劳斯作为指挥获得了第一份正式工作。像施特劳斯一样，比洛被哲学家麦克斯·施蒂纳的想法所吸引，据说他私下与之相识。1892年4月，彪罗在柏林爱乐乐团结束了他的最后一场演出，并发表了一场褒扬施蒂纳思想的演讲。与施蒂纳的传记作者约翰·亨利·麦凯一起，他在施蒂纳在柏林的最后一处住所放置了一块纪念牌匾。
1887年至1892年，彪罗担任柏林爱乐乐团的第一任首席指挥，并把乐团带到世界顶级水平。1887年10月21日，他作为柏林爱乐的指挥与之举行了第一场音乐会。
彪罗在管弦乐上的一些创新包括增加了五弦的低音提琴和踏板定音鼓；踏板定音鼓从此成为交响乐团的标准乐器。他准确、敏感和深刻的音乐诠释使他成为后来蓬勃发展的艺术指挥家的原型。他还是一位精明诙谐的音乐记者。
1880年代后期，彪罗定居在汉堡，但继续以指挥家和钢琴家的身份巡回演出。

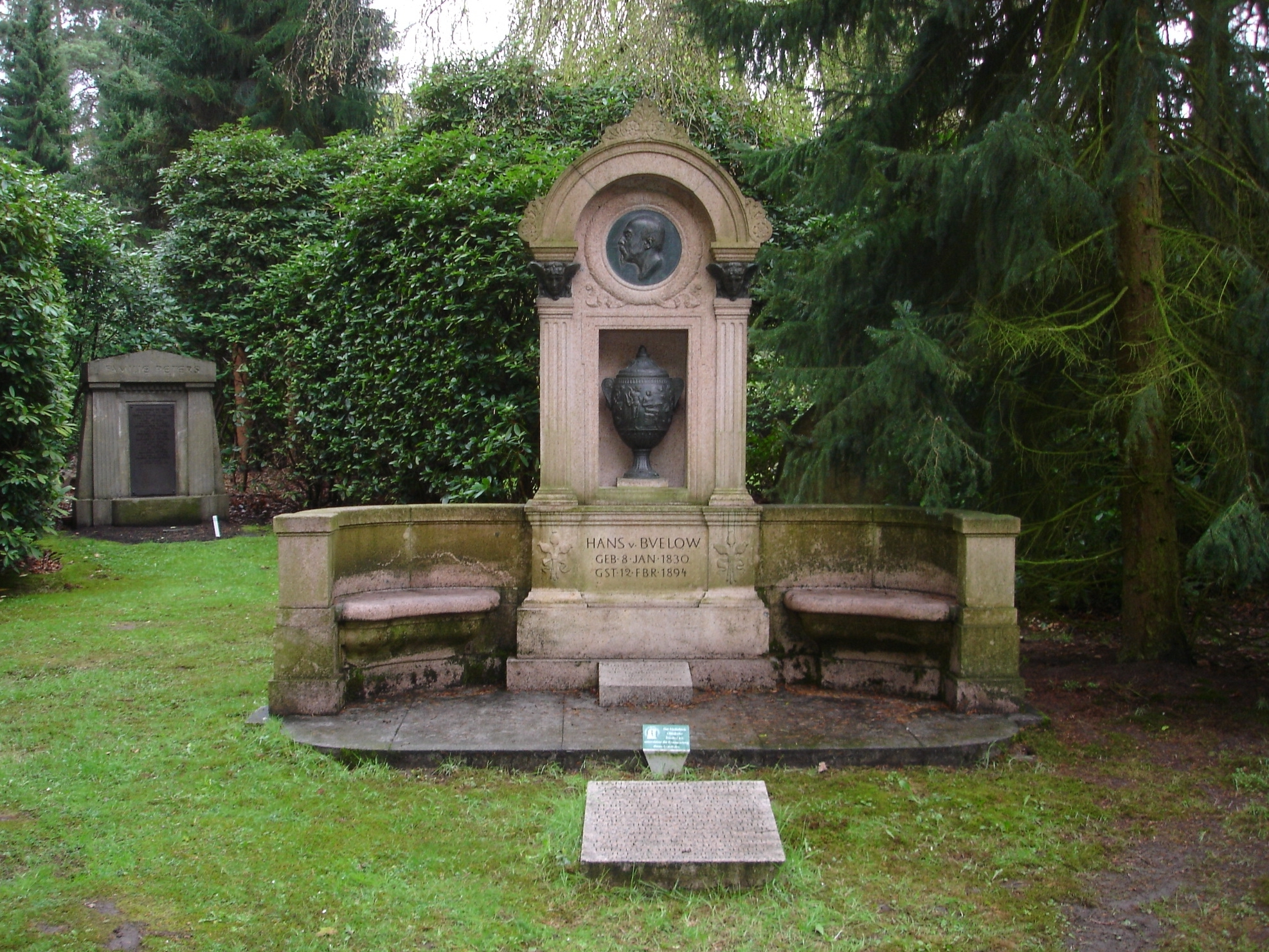
位于奥尔斯多夫公墓的汉斯·冯·彪罗墓

彪罗患有由颈根神经肿瘤引起的慢性神经元性头痛。大约在1890年之后，他的身心健康开始衰退，1893年，他前往埃及，以寻求一个更温暖干燥的气候来康复；他于1894年2月12日在开罗的一家酒店里因脑肿瘤逝世，享年64岁，十个月前他最后一次登台演出。
1894年3月29日，在汉堡的圣米迦勒教堂举行了长达7个小时的葬礼，这给古斯塔夫·马勒带来了他的第2號交響曲最后一个乐章的灵感。在随后于汉堡-阿尔斯特多夫的火葬场举行的仪式上，马勒演奏了簧风琴。彪罗的骨灰被埋葬在汉堡的奥尔斯多夫公墓。
彪罗的学生有卡尔·海因里希·巴特、阿图尔·鲁宾斯坦、威廉·肯普夫、理查德·施特劳斯等。

## 个人生活
1857年，彪罗与李斯特女儿科西玛结婚，育有两个女儿：丹妮拉（1860–1940）和布兰迪娜（1863–1941）。1864年起科西玛与理查德·瓦格纳有染，约九个月后便生下他们的女儿伊索尔德（1865-1919），彪罗承认伊索尔德是他的女儿，把其生父瓦格纳当其教父。两年后，科西玛和瓦格纳又生下伊娃（1867-1942）。虽然科西玛和瓦格纳的婚外情早已不是什么秘密，但彪罗仍拒绝与他的妻子离婚。直到他们第三个孩子齐格弗里德·瓦格纳（1869-1930）的诞生才有所松动；1870年7月彪罗与科西玛离婚，8月科西玛与瓦格纳结婚。
在那之后，彪罗与瓦格纳的友谊终于结束，此后11年他也没有见过他的前妻。他还把女儿丹妮拉和布兰迪娜交给了瓦格纳。和其他孩子一样，他们和母亲在一起在瓦格纳家中长大。然而，他显然继续在音乐上尊重瓦格纳这位作曲家，因为他仍然指挥他的作品，还在1883年哀悼瓦格纳。伊索尔德仍被正式地视为彪罗的女儿。彪罗死后，她成为了他的继承人之一。1914年，她在试图通过法庭诉讼被承认为瓦格纳的女儿，但未成功。现在她被认为是理查德·瓦格纳的孩子。
1882年7月，彪罗与女演员玛丽·尚泽（Marie Schanzer，1857–1941）结婚。

## 外部連結
- 维基共享资源上的相關多媒體資源：汉斯·冯·彪罗
- 汉斯·冯·彪罗（德国国家图书馆目录相关文献）
- 汉斯·冯·彪罗的免费乐谱，由国际乐谱典藏计划提供